# Двадесет хиљада миља под морем (филм из 1954)
Двадесет хиљада миља под морем (енгл. 20,000 Leagues Under the Sea) је амерички научнофантастично-авантуристички филм из 1954. године, режисера Ричарда Флајшера, према сценарију који је Ерл Фелтон написао на основу истоименог романа Жила Верна. Главне улоге у филму тумаче Кирк Даглас, Џејмс Мејсон, Пол Лукас и Питер Лоре. Снимљен у Техниколору, ово је био један од првих дугометражних филмова направљених за CinemaScope формате. Продуцирао га је Волт Дизни и био је први Дизнијев филм који је дистрибуирала компанија Buena Vista Distribution.
Филм је остварио критички и комерцијални успех, при чему су нарочито похваљене сцене борбе са гигантском лигњом и Мејсонова улога харизматичног антихероја капетана Нема. Филм је освојио два Оскара, у категоријама за најбољу сценографију и најбоље визуелне ефекте.

## Радња
Године 1868. светом се шире гласине о морском чудовишту које напада бродове у Тихом океану. Професор Пјер Аронакс и његов асистент Консеј позвани су да истраже ове гласине и укрцавају се на фрегату америчке морнарице. Њима се придружује и харпунаш Нед Ланд.
После више месеци патролирања, чудовиште је примећено. Посада фрегате отвара ватру, али чудовиште удара у брод. Нед, Консеј и Аронакс падају преко палубе док оштећена фрегата отпловљава. Док се држе за остатке олупине, Аронакс и Консеј наилазе на метално пловило и схватају да је чудовиште заправо дело човека – подморница која делује напуштено. Испод палубе, Аронакс проналази велики прозор и сведочи подводној сахрани, док Нед стиже на преврнутом чамцу са њиховог брода. Након што их примете рониоци, Нед, Аронакс и Консеј покушавају да побегну у чамцу, али бивају заробљени. Капетан брода се представља као капетан Немо, господар Наутилуса. Он враћа Неда и Консеја на палубу, нудећи Аронаксу, са чијим је истраживањима упознат, прилику да остане. Након што Аронакс покаже спремност да умре са својим сапутницима док брод зарања, Немо дозвољава Неду и Консеју да остану.
Немо води Наутилус до острва са казненом колонијом, где затвореници товаре муницију на брод. Немо, који је некада био затвореник на том месту, као и многи из његове посаде, удара Наутилусом у пароброд, уништавајући га заједно са посадом. Он говори Аронаксу да је управо спасио хиљаде људи од смрти у рату, и открива да је „ова омражена нација” мучила његову жену и сина до смрти, у покушају да изнуди његове научне тајне. У Немоовој кабини, Нед и Консеј откривају координате Вулканије, тајне базе капетана Нема, према којој је Наутилус сада кренуо. Нед баца поруке са координатама у флашама у нади да ће их неко спасити.
Крај обала Нове Гвинеје, Наутилус се насукава на гребен. Немо дозвољава Неду и Консеју да изађу на копно под изговором прикупљања узорака, али их упозорава да остану на плажи. Уместо тога, Нед истражује могуће путеве за бекство и наилази на људске лобање пободене на колце. Уплашен, враћа се Консеју, и заједно веслају назад, али их канибалистички домороци прате. На броду, канибали бивају одбијени електричним ударима кроз труп Наутилуса, а Немо затвара Неда због непослушности.
Један ратни брод отвара ватру на Наутилус, који се спушта у велике дубине, привлачећи гигантску лигњу. Када електрични удар не успе да отера створење, Немо и његова посада излазе на површину током олује како би се изборили са њом. Немо бива ухваћен једним од њених пипака, али га Нед, који је побегао из заточеништва, спасава и убија лигњу харпуном. Немо потом одлучује да се помири са површинским светом.
Како се Наутилус приближава Вулканији, Немо открива да је острво окружено ратним бродовима, са маринцима који су искрцани. Наутилус улази у базу кроз подводни пролаз и израња у лагуни угашеног вулкана. Немо жури на копно да активира темпирану бомбу како би уништио све доказе својих открића, али бива смртно рањен током повратка на брод. Наводећи подморницу на безбедну удаљеност од Вулканије, Немо објављује да ће „Наутилус потонути последњи пут”. Његова посада одлучује да прати свог капетана у смрт.
Аронакс, Консеј и Нед бивају закључани у своје кабине, док се посада повлачи у своје просторије по Немоовим наредбама. Нед, одбијајући да потоне са осталима, успева да се ослободи и изрони подморницу, али удара у гребен, што доводи до поплаве Наутилуса. Немо умире посматрајући своје вољено подводно царство кроз прозор брода.
Аронакс покушава да спасе свој дневник, али хитност ситуације приморава Неда да га онесвести и изнесе на сигурно. У чамцу Наутилуса, тројица сапутника и Немоов морски лав Есмералда сведоче експлозији Вулканије. Огроман облак у облику печурке уздиже се изнад уништеног острва. Нед се извињава Аронаксу што га је онесвестио, али Аронакс признаје да је губитак дневника можда најбоља ствар. Док Наутилус тоне, Немоове последње речи одзвањају Аронаксовим мислима: „Постоји нада за будућност. И када свет буде спреман за нови и бољи живот, све ово ће се једног дана остварити... у Божје добро време.”

## Улоге
| Глумац          | Улога                         |
| --------------- | ----------------------------- |
| Кирк Даглас     | Нед Ланд                      |
| Џејмс Мејсон    | капетан Немо                  |
| Пол Лукас       | професор Пјер Аронакс         |
| Питер Лоре      | Консеј                        |
| Роберт Џ. Вилки | први официр Наутилуса         |
| Тед де Корсија  | капетан Фарагат               |
| Карлтон Јанг    | Џон Хауард                    |
| Џ. М. Кериган   | Били                          |
| Перси Хелтон    | кочијаш                       |
| Тед Купер       | први официр Абрахама Линколна |